# Tolino vision 3 HD
Der Tolino  vision 3 HD ist ein E-Book-Reader der Tolino-Allianz bestehend aus den führenden deutschen Buchhändlern und der Deutschen Telekom. Der tolino vision 3 HD wird in Deutschland, Österreich und der Schweiz vertrieben.
Der Tolino vision 3 HD ist der Nachfolger des Tolino Vision bzw. Vision 2. Design und Größe des Tolino Vision 3 HD unterscheiden sich nicht vom unmittelbaren Vorgänger des E-Book-Reader.
Der bereits vom Vorgängermodell bekannte „Wasserschutz“ ist auch bei dem Tolino Vision 3 HD vorhanden. Auch die spezielle Blätterfunktion „tap2flip“ gehört zum Funktionsumfang des tolino vision 3 HD. Der e-Book-Reader verfügt über einen Hall-Sensor.
Wesentliche Hardware-Änderung (im Vergleich zum tolino vision 2): Der tolino vision 3 HD ist mit einem E-Ink Carta Display ausgestattet, das mit 1448 × 1072 Pixeln in HD Qualität auflöst (300 ppi). Im Tolino Shine 2 HD wurde das gleiche Display verbaut. Der kapazitive 6″-Touchscreen ist unverändert.
Im November 2016 erschien der direkte Nachfolger des Tolino vision 3 HD, der Tolino vision 4 HD. Das Gerät ist, bis auf einen Nachtmodus sowie einen doppelt so großen Speicher von 8 GB, technisch identisch.

## Eigenschaften

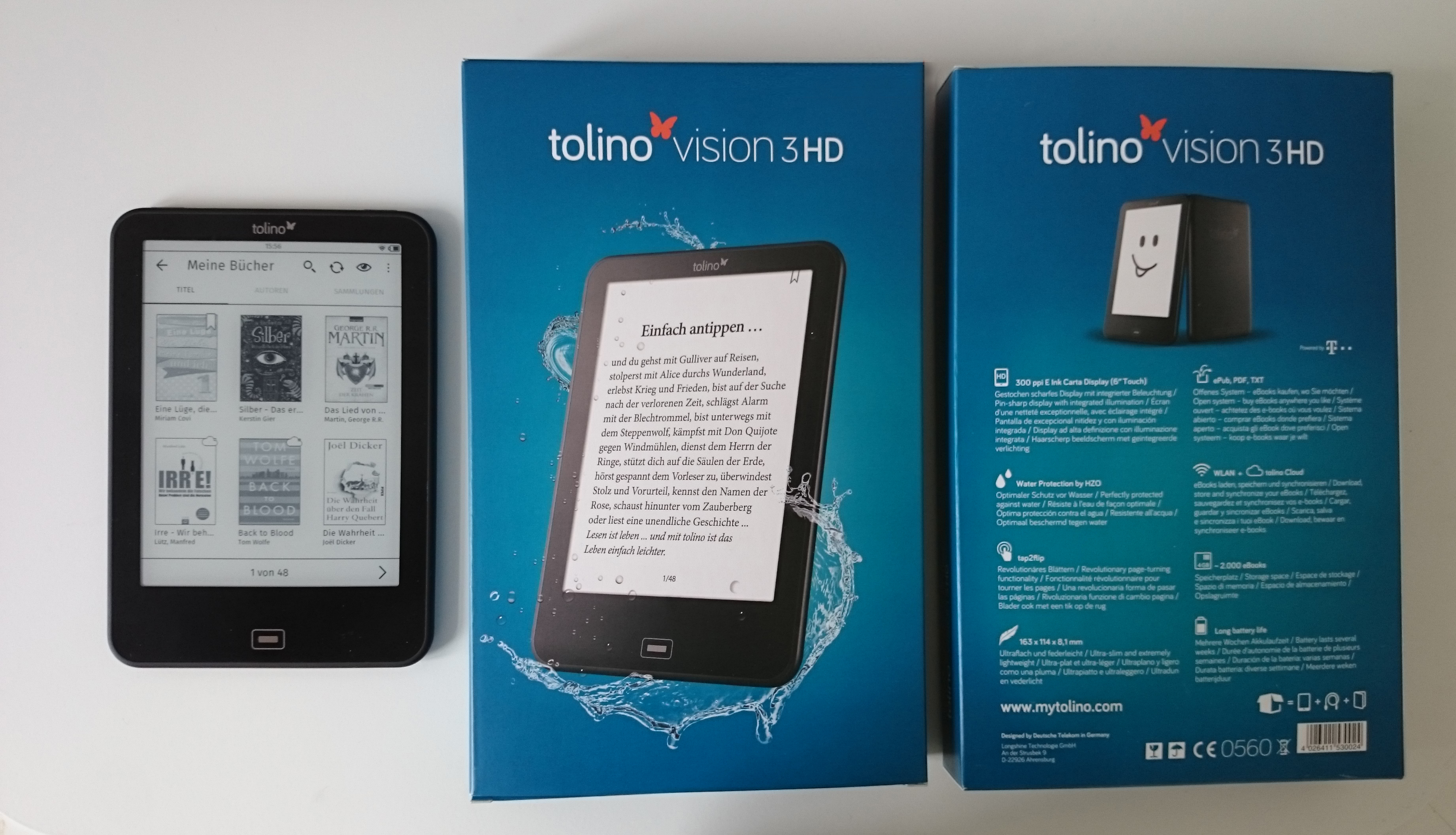

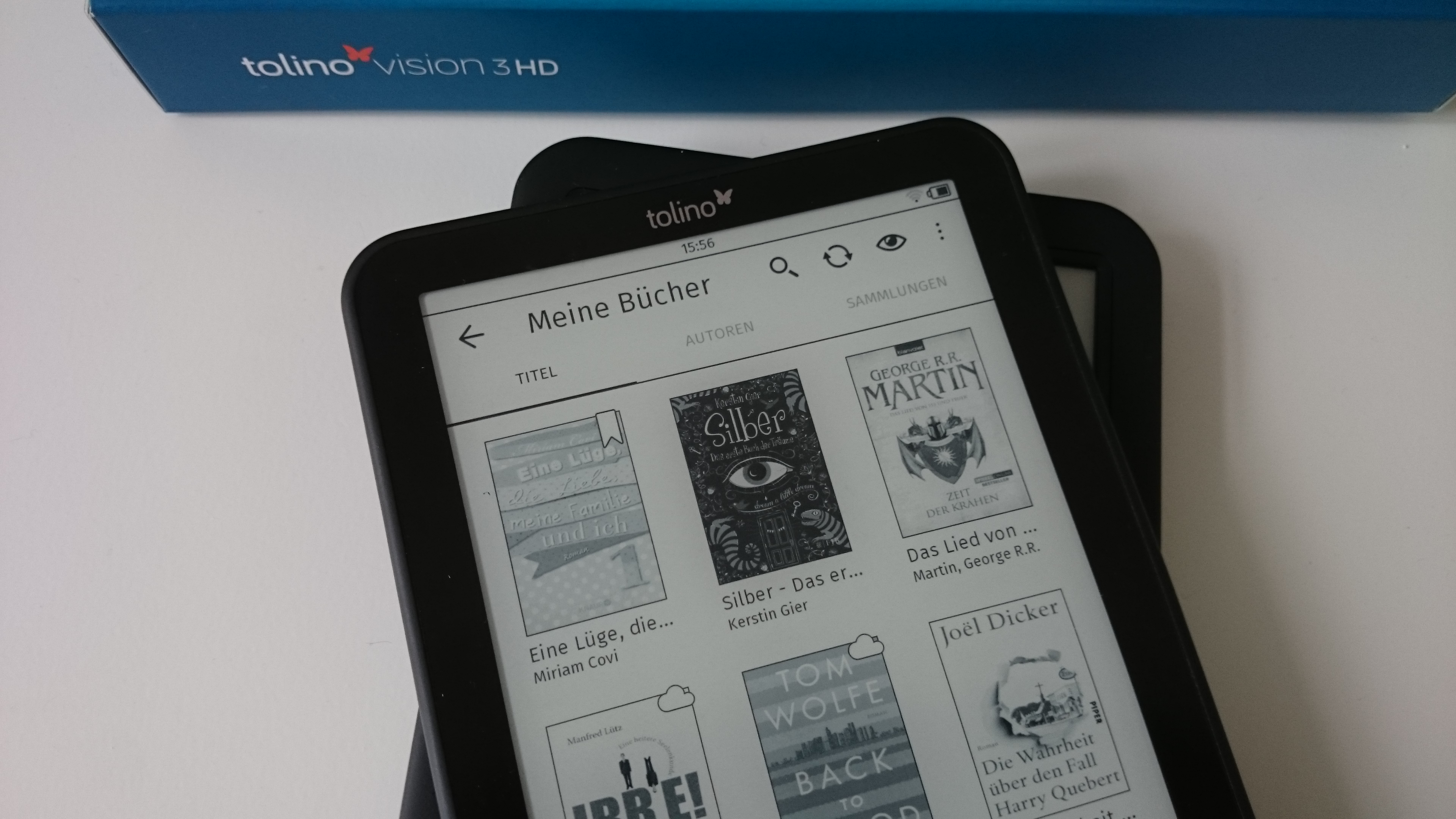

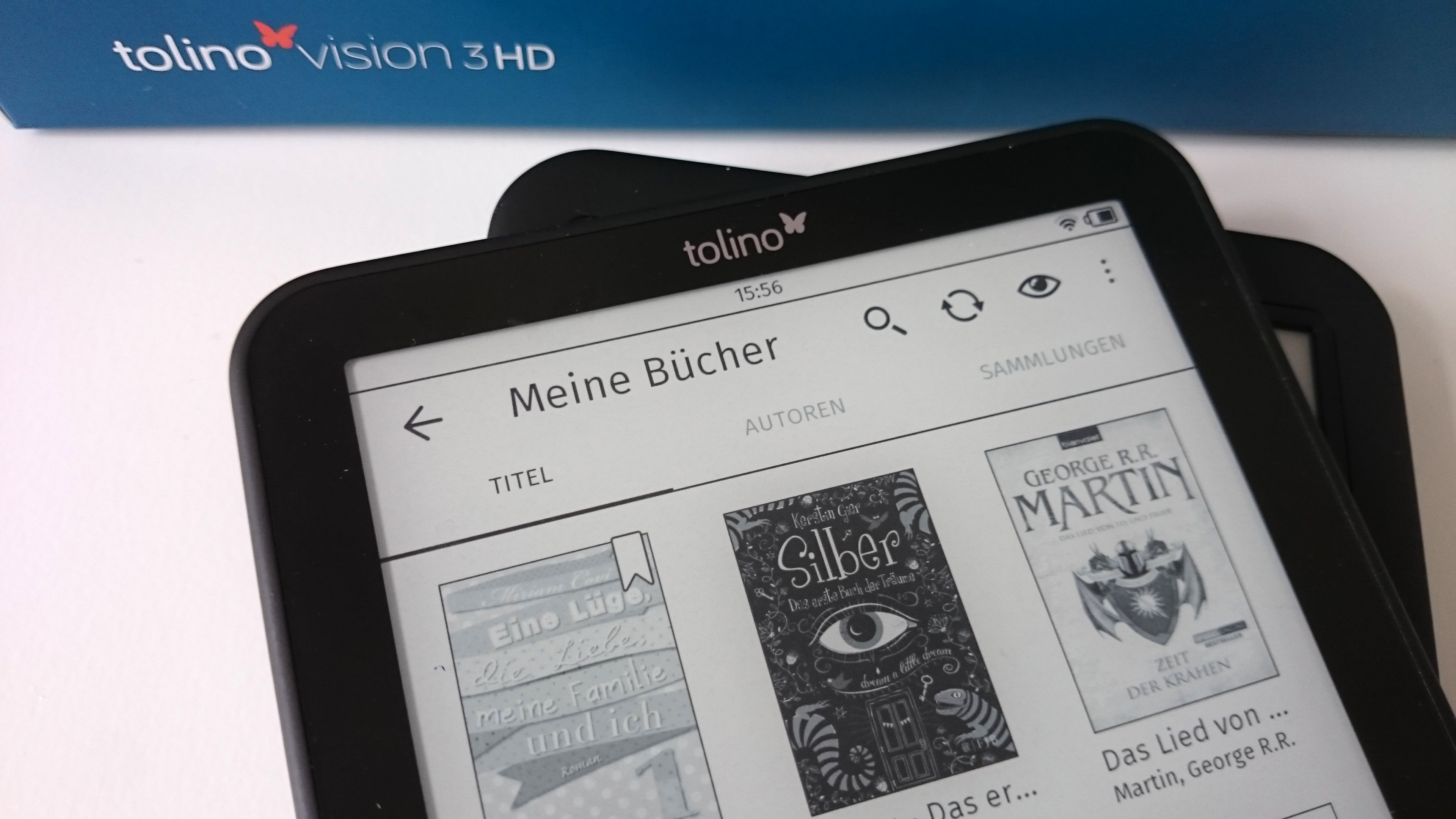

### Wasserschutz
Der tolino vision 3 HD ist wassergeschützt, was nicht zu verwechseln ist mit wasserdicht. Der Wasserschutz wird durch eine spezielle Nano-Versiegelung (Nanotechnologie der Firma HZO) und durch Versiegelung aller Steckkontakte im Inneren erreicht. Wasser kann also in den E-Book-Reader eindringen und wieder auslaufen, ohne dass der E-Book-Reader beschädigt wird. Laut HZO erreicht das Gerät dadurch eine Schutzart von IPX67 (Staubdicht, vollständiger Schutz gegen Berührung, Schutz gegen zeitweiliges Untertauchen) und IPX7. Der Wasserschutz soll laut Hersteller für 30 Minuten bei einem Meter Tiefe in Süßwasser ausreichen. Auch andere Flüssigkeiten soll der tolino vision 3 HD vertragen, wenn er nach dem Kontakt sofort abgespült und 48 Stunden getrocknet wird.

### Tap2flip
Tap2flip ist ein Feature, das ein Umblättern mit nur einer Hand ermöglicht. Dafür tippt der Leser mit einem Finger auf die sensitive Rückseite des tolino vision 3 HD und der E-Book-Reader wechselt zur nächsten Seite. In der Rückseite des Tolino vision 3 HD ist ein Erschütterungssensor integriert, der diese Funktion ermöglicht. Versehentliches Umblättern ist unwahrscheinlich, da eine gewisse Druckstärke notwendig ist um die Sensortaste auszulösen. Außerdem gibt es einen Verzögerungsmechanismus, sodass nicht versehentlich doppelt vorgeblättert wird. Zurückblättern oder ein Zugang über das tap2flip zum Menü sind nicht möglich. Die Schutzhülle für den tolino vision 3 HD wurden so gestaltet, dass die Rückseite offen bleibt und die tap2flip Funktion trotz Schutzhülle nutzbar ist. Die tap2flip Funktion lässt sich über das Menü unter „Einstellungen“ abschalten.

### Bedienung
Der tolino vision 3 HD verfügt über drei Hardware-Tasten: eine zum Ein-/Ausschalten des Gerätes, eine zum Ein-/Ausschalten der integrierten Beleuchtung und eine „Home“-Taste, die zur obersten Menü-Ebene (Startseite) führt. An der Unterseite des tolino vision 3 HD befindet sich ein Micro-USB-Anschluss und ein „Reset“-Knopf, der mit einem dünnen, spitzen Gegenstand erreichbar ist. 
Der tolino vision 3 HD wird ab Werk mit der tolino eReader Software Version 1.7.1 ausgeliefert. Ein Update auf die neue Software-Version 10.1.0 wird angeboten.
Wie bei allen anderen Geräten von Tolino können die E-Book Formate EPUB, PDF (mit und ohne Kopierschutz) und TXT auf dem Tolino Vision 3 HD gelesen werden. E-Books können über den auf dem E-Reader integrierten E-Book-Shop bei dem jeweiligen tolino Buchhändler erworben werden, bei dem das Gerät gekauft wurde. Über den integrierten Browser des E-Readers können E-Books auch bei anderen Buchhändlern gekauft werden. Voraussetzung zum Öffnen ist ein kompatibles e-Book-Format. Auch die E-Books der öffentlichen Leihbibliotheken können – anders als bei den Kindle E-Book-Readern von Amazon – mit dem Tolino Vision 3 HD geöffnet werden.
Der Tolino Vision 3 HD verfügt (wie der Vorgänger tolino vision 2) über einen kostenlosen Zugang zu den Telekom HotSpots in Deutschland. 
Über die standardmäßige Anbindung an die Tolino Cloud (der Online-Speicherplatz von tolino) verfügt der aktuelle Tolino Vision 3 HD ebenso, wie damit einhergehend über die 25 GB zusätzlichen Cloud-Speicher für E-Books. 
Über das mitgelieferte Micro-USB-Kabel kann der Tolino Vision 3 HD mit einem PC verbunden oder an ein (nicht mitgeliefertes) USB-Netzteil angeschlossen werden.

## Technische Daten
| Abmessungen               | 163 mm × 114 mm × 8,1 mm                                                                                          |
| Gewicht                   | 174 g |
| Bildschirmtechnik         | E-Ink (E-Paper) „Carta HD Display“ mit kapazitivem Touchscreen und Beleuchtung                                    |
| Bildschirmdiagonale       | 15,24 cm (6,0″)                                                                                                   |
| Auflösung                 | 1448×1072 Pixel, 300 ppi                                                                                          |
| Schriftarten              | 6 vorinstallierte Schriftarten und 7 Schriftgrößen, E-Ink optimiert                                               |
| Prozessor                 | ARMv7 rev 10 (Freescale i.MX6 SoloLite), 1 GHz                                                                    |
| Arbeitsspeicher           | 512 MB RAM |
| Speicher                  | 4 GB interner Flash-Speicher, davon 2 GB nutzbar                                                                  |
| Akku                      | 1500 mAh („bis zu 7 Wochen Akkulaufzeit“)                                                                         |
| Konnektivität             | MicroUSB, WLAN (802.11 b/g/n)                                                                                     |
| Betriebssystem            | Android 4.4.2 |
| Aktuelle Softwareversion  | 16.2.0 |
| unterstützte Dateiformate | EPUB (mit und ohne DRM), PDF (mit und ohne DRM), TXT                                                              |
| Hersteller                | Longshine (Taiwan)                                                                                                |
| Extras                    | Wassergeschützt, tap2flip (Antippen der Rückseite zum Umblättern), integrierter Webbrowser (basierend auf Chrome) |